# Interview (album)
Pour les articles homonymes, voir Interview (homonymie).
Albums de Gentle Giant
Free Hand
(1975) Playing the Fool (Live)
(1977)
In'terview est le huitième album studio du groupe rock progressif britannique Gentle Giant. Basé sur l'idée d'une fausse entrevue, il dévoile la réalité et la pression vécues par le groupe au moment de la conception de l'album. Les textes contiennent une certaine critique de l'industrie de la musique ainsi qu'une satire des questions auxquelles étaient constamment confrontés les membres du groupe, notamment concernant la description de leur musique et leur succès. 

## Titres
Toutes les chansons sont de D. Shulman, R. Shulman et Kerry Minnear.
1. Interview – 6:54
2. Give It Back – 5:08
3. Design – 4:59
4. Another Show – 3:29
5. Empty City – 4:24
6. Timing – 4:50
7. I Lost My Head – 6:58

## Musiciens
- Derek Shulman : chant, saxophone alto (5, 6), percussions (3)
- Gary Green : guitare électrique (1, 2, 4-7), guitare acoustique (5 ,7), flûte à bec alto (7), chœurs
- Ray Shulman : basse (1, 2, 4-7), violon (7), violon électrique (5, 6), guitare 12 cordes (5), percussions (3), chœurs
- Kerry Minnear : orgue Hammond (1, 2, 4, 6), piano (1, 4-6), piano électrique (1, 2, 5), piano RMI Electra (2, 7), clavinet (1, 2, 4, 5), clavicorde (2, 7), Minimoog (1, 2, 4, 6, 7), marimba (2), percussions (3), chant (3, 7), chœurs
- John Weathers : batterie, tambourin (4, 7), percussions (3), zil (1), cloche à vache (1, 2), cabasa (2), güiro (2), gong (7), chant (1), chœurs